# 이강가구

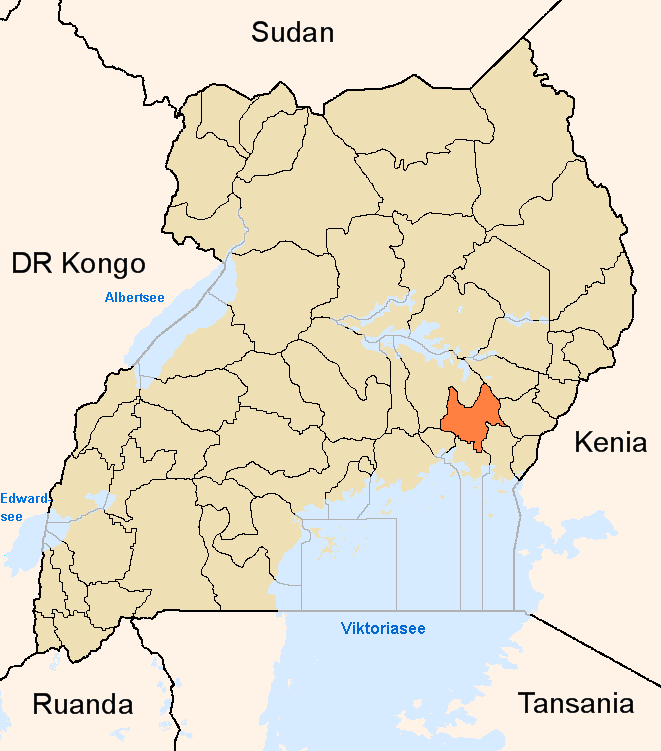
이강가 구의 위치

이강가구(Iganga)는 우간다 남동부에 위치한 구로, 행정 중심지는 이강가이며 면적은 1,680km2, 인구는 716,311명(2002년 인구 조사 기준)이다.
행정 구역상으로는 동부 주에 속하며 3개 군(부궤리 구, 키굴루 구, 루카 군)을 관할한다. 북서쪽으로는 카물리 구, 북쪽으로는 칼리로 구, 남서쪽으로는 진자 구, 남쪽으로는 토로로 구와 접한다.